# Vignoble de La Mazelle
Le vignoble de La Mazelle (un hectare) est situé à 1,5 km de Beaumont (au nord de Chimay) au lieu-dit "La Mazelle" dans le bois du Goulot sur un coteau plein sud dont la pente est parfois de 45 °. Le sol est essentiellement composé de schiste et de grès. Le vignoble est planté au pied du Château La Mazelle, bâtisse dont la première pierre a été posée, le 28 octobre 1929 (Lundi noir à Wall Street), par Colette-Andrée Devèze, fille d'Albert Devèze. Ce dernier a été ministre de la guerre de 1932 à 1934 sous le gouvernement de Charles de Broqueville, arrière-grand-père de la propriétaire actuelle.

## Le Vignoble
Le sol ayant été défriché en l'an 2000 par le propriétaire précédent, ce dernier a planté 2 500 pieds de Pinot noir, 500 pieds de Pinot gris, 1 000 pieds d'Auxerrois, 320 pieds de Sirius et 240 pieds d'un cépage non identifié, en 2001.
En 2006, la propriété a changé de main. Les nouveaux propriétaires ont décidé de se lancer dans l'aventure, à leur tour. Ayant pris une année d'observation et d'apprentissage en matière de viticulture et de vinification, ils se sont lancés dans la réelle exploitation du vignoble, dès la saison 2007.
En vue de rationaliser la production des vins, en 2008, le Pinot gris, le Sirius et le cépage non identifié ont été arrachés pour être remplacés, en 2010, par des pieds d'Auxerrois et de Pinot Noir.

## Le vin
Depuis la première année de commercialisation, en 2007, le Pinot noir et l'Auxerrois sont reconnus comme Appellation d'origine contrôlée (AOC) "Côte de Sambre et Meuse". En 2010, c'est au tour du rosé de Pinot noir à être reconnu en AOC. Le Vignoble étend aussi sa gamme de produits avec un Marc de La Mazelle, une eau de vie de vin d(Auxerrois 2010 et un ratafia qui est un assemblage du précédent avec du jus frais d'Auxerrois 2011.

## Le Projet
Un hectare de vigne n'est évidemment pas suffisant pour en vivre. C'est donc assez naturellement que ses propriétaires actuels se sont tournés vers l'association belge ASMAE asbl pour faire appel à ses volontaires en vue de les former à la taille, à la vinification et en vue de verser les bénéfices tirés de la vente des bouteilles pour le soutien de projets de développement des pays du Sud.

## Sources
- Boschman Eric, Marc Vanel, Kris Van de Sompel, Vignobles de Belgique, Ed. Racine, Bruxelles, 2009.
- Télésambre 9 mai 2005
- Vers l'Avenir du 28 janvier 2008